# Lece
Lece es un pueblo ubicado en la municipalidad de Medveđa, en el distrito de Jablanica, Serbia.

## Superficie
Posee una superficie de 17,06 kilómetros cuadrados.

## Demografía
Hasta 2011 la población era de 283 habitantes, con una densidad de población de 16,59 habitantes por kilómetro cuadrado.